# チャールズ・ライトラー

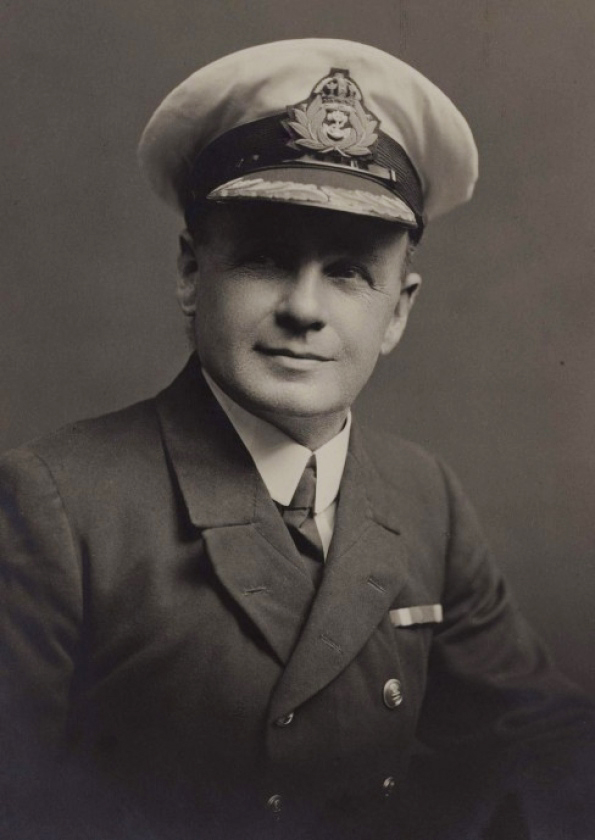
1920年代か1930年代のライトラーの写真

チャールズ・ハーバート・ライトラー（英: Charles Herbert Lightoller, DSC& Bar, RD、1874年3月30日 - 1952年12月8日）は、イギリスの航海士、海軍軍人。客船タイタニック号の二等航海士だったことで知られる。救命ボートへの避難誘導に当たっては左舷ボートを担当し、女性優先を徹底した。自身は一度海中に落ちたが、ひっくり返って上下逆さまになっていたB号ボートにしがみつくことに成功し、明け方までB号ボートのキールの上でバランスをとり続けて生還を果たした。

## 経歴

### タイタニック乗船まで

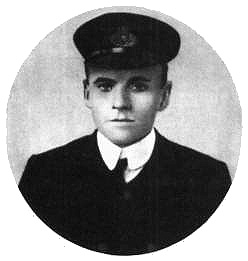
1910年頃のライトラー

1874年3月30日、フレデリック・ジェームズ・ライトラー (Frederick James Lightoller) とその妻サラ・ジェーン・ライトラー、旧姓ヴィドーズ (Sarah Jane Lightoller, née Widdows) の次男としてランカシャー・チョーリーに生まれる。母サラはチャールズの誕生直後に猩紅熱で死去し、父フレデリックは1876年にマーガレット・バートン (Margaret Barton) と再婚した。チャールズが10歳の時、父フレデリックは家族を連れてニュージーランドへ移住した。
13歳の時の1888年2月から2500トンの4本マストバーク型帆船プリムローズ・ヒル号 (Primrose Hill) で働くようになった。続くホルト・ヒル号 (Holt Hill) での航海では南大西洋やインド洋などでマストが嵐で破壊されて難破する体験をした。
大型帆船アバコーン公爵号 (Duke of Abercorn) で英国へ帰国した後、再びプリムローズ・ヒル号で英領インド・カルカッタまで航海。カルカッタ滞在中に二等航海士資格に合格した。その後大型帆船のナイト・オブ・セント・マイケル号 (Knight of St. Michael) の三等航海士となり、貨物の火事を経験、消火の際の功績で二等航海士に昇進した。
1895年にエルダー＝デンプスタ―・アフリカン・ロイヤル・メール・サービスに入社し、蒸気船でのキャリアを始める。3年にわたって西アフリカ海岸の航路で働いたが、マラリアを罹患して死にかけた。
1898年にはユーコンのゴールドラッシュに参加したが。1899年に無一文になってイングランドへ帰国。船長資格 (Master's Certificate) を取得し、グリーンシールズ・アンド・コウィー (Greenshields and Cowie) に入社してナイト・コンパニオン号 (Knight Companion) の三等航海士となった。
1900年1月にホワイト・スター・ラインに入社し、オーストラリア航路のメディック号の四等航海士に就任。しかしボーア戦争中のシドニー港においてデニソン砦にボーアの旗を掲げるという事件を起こしたため、北大西洋航路へ転属され、マジェスティック号やオーシャニック号で一等航海士を務めた。

### タイタニック号
1912年4月10日から処女航海に出たタイタニック号に二等航海士として乗船した。当初はエドワード・スミス船長とウィリアム・マクマスター・マードック航海士長のもとで一等航海士になる予定だったが、急遽ヘンリー・ティングル・ワイルドが航海士長となったため、マードックは一等航海士、ライトラーは二等航海士にそれぞれ降格された。また二等航海士になる予定だったデイヴィッド・ブレアは乗船しないことになった。スミス、ワイルド、マードック、そしてライトラーの4人が交代制で指揮を執った。
4月14日午後6時から午後10時まで当直をした後、マードックと交代。睡眠をとるため船室へ戻っていった。午後11時40分にタイタニックが氷山に衝突した時には船室で寝ていたが、衝撃で目を覚ました。ボートデッキに駆け上がって周囲を見回し、スミス船長とマードックが右舷の翼に立って後方の闇を見つめているのに気づいたが、自分は当直ではないのだから関係ないと考えて部屋に戻って再び眠りに就こうとしたが、大きな音が頭上から聞こえるので結局眠れなかった。4月15日に入った午前0時5分頃に四等航海士ジョセフ・ボックスホールが起こしに来た時には目を覚ましていた。
午前0時20分頃、スミス船長はマードックを右舷ボート、ライトラーを左舷ボート担当に任じた。「女性優先」を緩やかに解釈して一部男性も乗せたマードックに対し、ライトラーは「女性優先」を徹底し、男性をほとんど乗せなかったことで知られる。二号ボートに多数の男たちが乗っているのを見つけた時には彼らに銃口を突き付けながら「そこをどくんだ。腰抜けども！ 全員降りろ！」と指示し、男たちをボートから叩き出している。
船がすでに大きく傾いていた午前2時15分頃、航海士室の屋根に備え付けられた折り畳み式のB号ボートを左舷デッキに落とすため、航海士室の屋根に上がっていたライトラーは、人々が続々と海に飲み込まれていくのを見てこれまでと判断して海に飛び込んだ。海中に落ちたライトラーは、ひとまず近くに見える見張り台の方へ向かって泳いだが、見張り台はすぐに海中へ沈んでいったので向きを変えて泳いでいたところ、海中に引きずり込まれた。船首の第一煙突の前に幅6メートルの吸気孔があり、それに引き込まれたのだった。海中でライトラーは鉄格子（吸気孔に鳥等が入り込むことを防止するために取り付けられていた）に張り付けの状態になったが、しばらくすると吸気孔から大量の空気が吹き出てきたため、海面まで吹き飛ばされた。その直後再び海中に引きずり込まれて別の鉄格子に磔になったが、またも空気が噴き出て海面に押し上げられて、ひっくり返っているB号ボートの近くに飛ばされたので、そこまで泳いでしがみついた。

### ひっくり返ったB号ボートの指揮

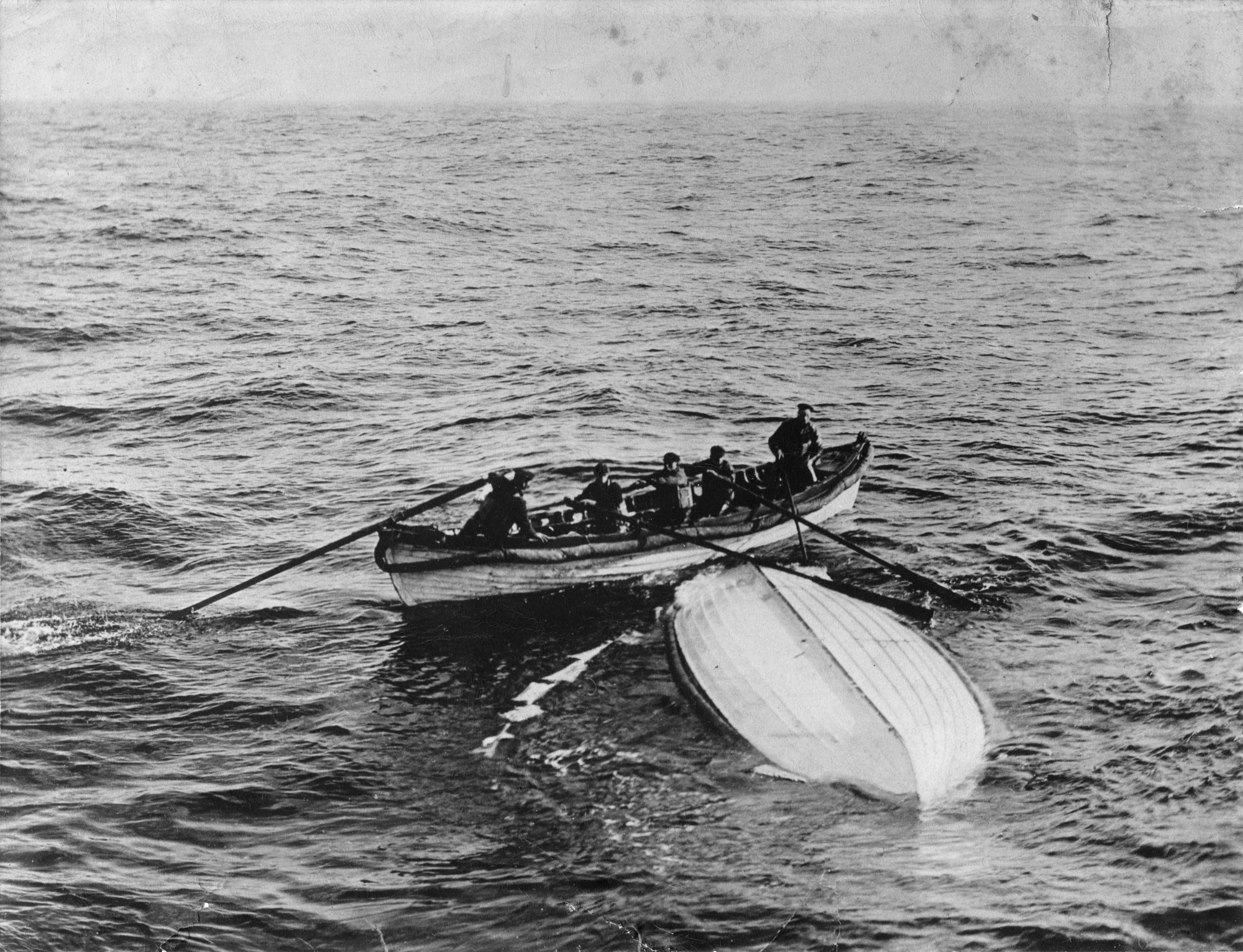
後日の遺体回収作業で発見された上下逆さまのまま浮き続けるB号ボート

ライトラーがしがみついたB号ボートは沈むタイタニックに引き込まれそうになっていたが、煙突が倒れてきたことで船から30ヤード遠くへ押し流されたため、沈没に巻き込まれることは免れた。
その後もB号ボートは上下逆さまのまま、ライトラーはじめ20人から30人ほどがキールの上に昇って浮き続けた。ライトラーは冷たい海中に沈んでいたため、はじめ意識が朦朧としていたが、徐々に意識を取り戻してキールの上に昇った人たちのまとめ役になった。ボートのバランスが崩れないように全員を中心線の両側に二列前向きに並ばせ、波でボートが揺れる都度「左によれ」「右によれ」等の指示を出した。しかし身体が冷え切っていた彼らがボートの安定を保つためにずっと動いていなければならないというのは体力的に厳しく、限界に達した者が一人、また一人と崩れ落ちて海に落ちていった。
明け方まで耐えた後、明るくなってくると他のボートを発見したため、笛を吹いて助けを求めた。それを聞いて12号ボートと4号ボートが駆けつけてきたのでライトラー以下生き残っていた者たちはそれに移った。その後、カルパチア号に救出された。

### 事件後

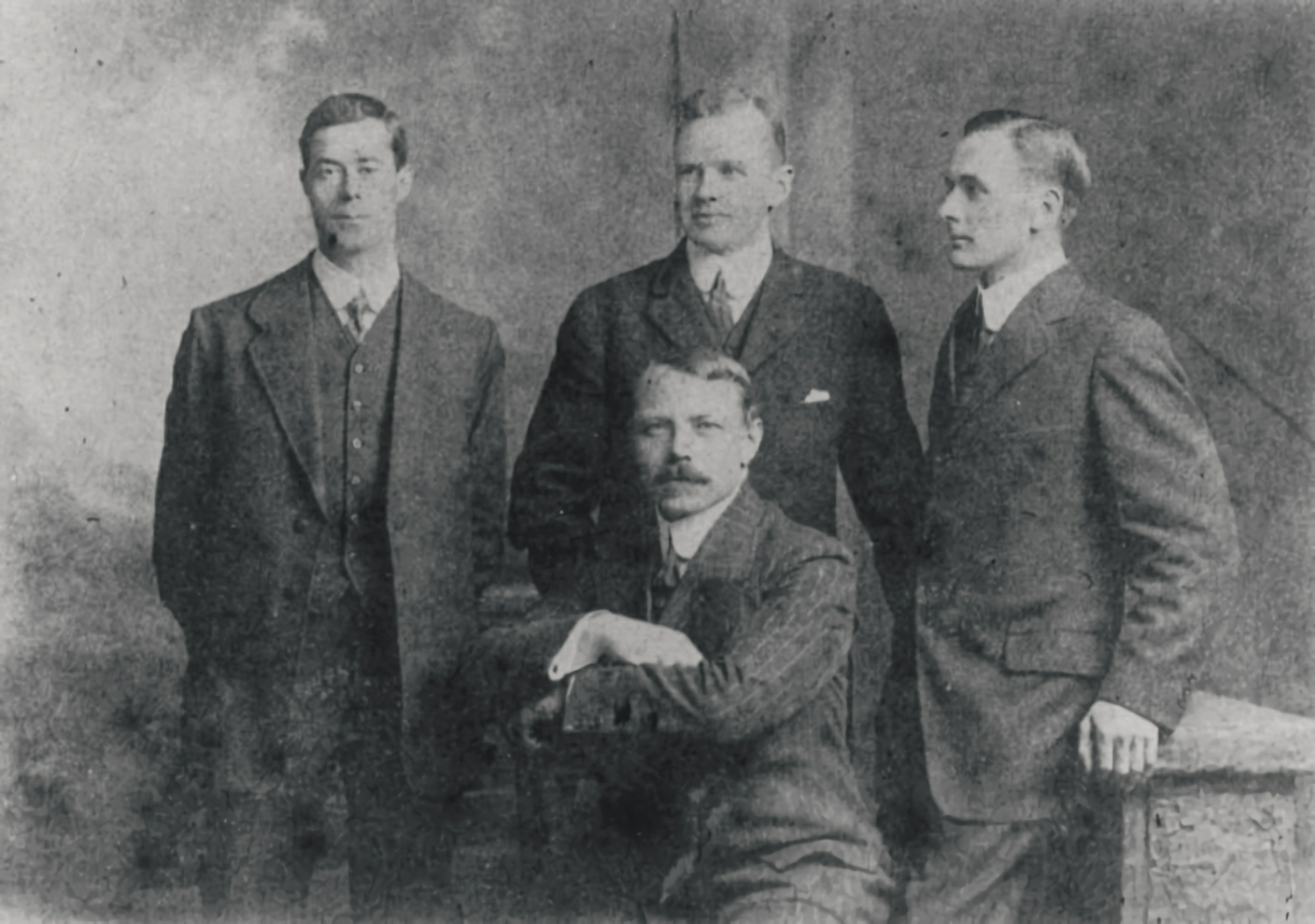
生還したタイタニック航海士4人の記念写真。後ろ左からロウ、ライトラー、ボックスホール。座っている人物はピットマン

4月18日にカルパチア号がニューヨークに到着した時、アメリカ上院通商委員会では事件の報を受けて特別小委員会が設けられており、ライトラーは最初の証人として出廷した。その夜の異常な状況を強調して自分の冒険譚をスリル満点に語った彼の証言は、ホワイト・スター・ラインの事故責任から大衆の目をそらさせるのに役立った。ブリッジの航海手順も、氷山の接近を知らせる6つの別々の警告の無視も、見張り台の双眼鏡が支給されなかった理由も聞かれずに済んだ。
1913年5月に王立海軍の予備役の中尉となる。第一次世界大戦が勃発すると水雷艇の艦長となり、殊勲十字章を受章した。しかしドイツ海軍潜水艦UB-110の艦長の証言によると、1918年6月にライトラーが指揮するリバー級駆逐艦ギャリーにUB-110が撃沈された時、その生き残りの一部がライトラーによって虐殺されたという。1918年6月10日に予備役勲章を受勲。7月には少佐に昇進した。1919年3月31日に中佐に昇進するとともに退役した。
戦後はホワイト・スター・ライン社に戻り、セルティック号の航海士長などを務め、約20年にわたってホワイト・スター・ラインに奉職した。
第二次世界大戦のフランス戦の最中の1940年にはサンダウナー号でダンケルクへ向かい、ドイツ空軍の空爆や銃撃をかいくぐって131人のイギリス兵を救出した。しかし大戦中に息子ハーバート・ブライアン・ライトラーとロジャー・ライトラーが戦死している。
1952年12月8日に死去した。遺体はモートレイク火葬場で火葬され、遺灰は追憶の庭 (Garden of Remembrance) にまかれた。

## ライトラーを演じた人物
- ヘルベルト・ティーデ（ドイツ語版） (1943年ドイツ映画『タイタニック』)[25]
- エドマンド・パードム  (1953年アメリカ映画『タイタニックの最期』)
- ニール・ノース（英語版） (1956年アメリカテレビ『クラフト・テレビジョン・シアター（英語版） : "忘れえぬ夜"』
- ケネス・モア  (1958年イギリス映画『SOSタイタニック 忘れえぬ夜』)
- マルコム・スタッダード（英語版） (1979年イギリス・アメリカテレビ映画『失われた航海（英語版）』)
- ケヴィン・マクナルティ (1996年テレビミニシリーズ『ザ・タイタニック』)
- ジョン・ボルトン（英語版） (1997年ブロードウェイミュージカル『タイタニック』)
- ジョナサン・フィリップス（英語版） (1997年アメリカ映画『タイタニック』)
- ジェシー・ベイカー (2003年ドキュメンタリー映画『ジェームズ・キャメロンのタイタニックの秘密』)
- エドワード・シュナイダー (2012年独立系短編映画『ザ・ラスト・シグナルズ（英語版）』)
- スティーブン・ウォディントン（英語版） (2012年テレビシリーズ・エピソード4『タイタニック 愛と偽りの航海（英語版）』)
- 光稀れん(2025年宝塚歌劇花組公演「儚き星の照らす海の果てに」)